# 宇都宮成綱
宇都宮 成綱（うつのみや しげつな）は、戦国時代の武将・戦国大名で、下野の宇都宮氏17代当主。
戦国時代初期に、室町時代から続く度重なる内乱、戦乱で没落した下野宇都宮氏を立て直し、支配体制、家臣団を再編する。佐竹氏の中興の祖と呼ばれている佐竹義舜や蘆名氏の中興の祖蘆名盛高、那須氏や長沼氏、岩城氏など近隣の大名と争い大きく勢力を伸ばし、北関東最大の勢力にまで成長させ、下野宇都宮氏の最盛期を築き上げた。
また、下野宇都宮氏の戦国大名化に努めたため、宇都宮氏の中興の祖と呼ばれる。成綱は実質的に北関東の覇権を制した。

## 生涯

### 誕生
応仁2年（1468年）、下野国守護の宇都宮正綱の嫡男として宇都宮城で誕生した。母は常陸国佐竹氏の一族である石塚義親の娘。父・正綱は芳賀盛高の子で芳賀高益と兄弟だと伝えられてきたが、近年の研究では、正綱は宇都宮等綱の次男で宇都宮明綱の実弟とする新説が浮上した。
下野宇都宮氏は南北朝時代の宇都宮氏綱の代に下野国守護、上野国守護、越後国守護を任され、三国を領する絶頂期を迎えた。薩埵山体制の中心勢力にまで飛躍したが、体制崩壊後に一気に没落。宇都宮持綱の代に幕府から上総国守護、京都扶持衆を任されるなど幕府派として重用されていたが、関東公方との度重なる対立によって再び没落していった。叔父・宇都宮明綱や父・正綱の頃から古河公方派に外交方針を転換し、宇都宮氏を再興するために腐心していた。また、宇都宮明綱の小山氏との血縁関係を理由に宇都宮明綱・正綱の代は宇都宮領南部や都賀郡の一部の譲渡を条件に小山持政からの後見を受けており、実質的に小山家中に組み込まれていた。しかし、そのおかげで小山氏からの侵攻を受けずに済んでいた。
成綱が生まれた時には京都では応仁の乱の最中であり、関東でも享徳の乱の最中であり、戦国の乱世が到来しつつあった。

### 家督相続
父の正綱は文明9年（1477年）正月、来年宇都宮社の式年遷宮を行う予定で縁起絵巻の転写など準備していたが同年9月、上野国白井の川曲の陣中で病死した。
そのため同年、成綱が10歳という若さで下野宇都宮氏17代当主となった。また、宇都宮社の式年遷宮は予定通り文明10年（1478年）、成綱によって行われた。
家督相続後、成綱は小山氏の名将小山持政が没した混乱に乗じて、小山領の都賀郡などを侵攻するなど、幼いながら器量の高さを遺憾なく発揮し、宇都宮氏は瞬く間に勢力を盛り返している。

### 武茂氏と芳賀氏の政争
父の正綱は下野宇都宮氏の庶流である武茂氏の家督を一時の間継いでいたので、成綱が宇都宮氏の家督を継いだ際、側近の多くは武茂氏の重臣達だった。武茂氏の重臣達は、まだ若い成綱を軽視し政治を専横した。さらに成綱の宇都宮氏家督相続に不満を抱いていたために成綱の弟である武茂兼綱を擁立して叛乱を起こす。成綱はこの状況を打破し、支配権を確立するために、成綱を支持する芳賀高益、芳賀景高とともに、武茂氏の重臣達を武力で一掃し実権を手にした。さらには古河公方・足利成氏からの公認も得て、圧伏させた。この一連の騒動は当時勢いのあった家臣である芳賀氏と武茂氏の権力争いであり、この政争で敗北した武茂氏は権力中枢から脱落し、芳賀氏の台頭を招いた。
また、この間に芳賀氏内でも権力争いがあったといわれており、その闘争に勝利したのが芳賀景高である。芳賀氏は芳賀高久以降、宇都宮一門化しており、絶頂期を築いた宇都宮氏綱の代には芳賀禅可が活躍している。

### 宇都宮家中の形成
享徳の乱の乱中、成綱は自立的だった一族の塩谷氏、笠間氏、横田氏、多功氏、今泉氏、上三川氏、壬生氏、西方氏などの従属性を強めさせ、家臣化させることに成功している。また、これに平行して、宇都宮一族の庶流（武茂氏、松野氏など）、芳賀氏、益子氏などの直臣化を進めており、遅くとも15世紀の後半には、宇都宮成綱を頂点とする宇都宮家中が形成された。
この宇都宮家中が、戦国時代の宇都宮氏の家臣団の原型となった。

### 芳賀氏の台頭
宇都宮家中形成当初、家中で絶大な影響力を有していたのは芳賀氏、武茂氏であり、成綱の代には芳賀高益、芳賀景高、芳賀高勝が芳賀氏の当主だった。武茂氏との政争に勝利した高益は引き続き成綱を補佐する。その高益が長享2年（1488年）に没した後は、景高が成綱を補佐している。明応6年（1497年）に景高が没した後は、息子の高勝が権力を掌握しており、高勝が成綱に代わって公事の免除を命じたり、当主である成綱発給の文書に高勝が連署するものが見られたのはこの高勝が芳賀氏の当主だった時期である。この頃から成綱と高勝の間に確執が生じている。

### 上野台合戦
この頃になると、成綱は室町時代の度重なる内乱で没落した下野宇都宮氏を立て直すために尽力し積極的に勢力拡大していた。延徳3年（1491年）に成綱は鹿沼に侵攻して、鹿沼氏と上野台で対陣し、勝利する。この合戦で鹿沼城主の鹿沼教清は討死し、鹿沼氏は断絶。鹿沼城は宇都宮勢によって落ち、加園城の渡辺氏、南摩城の南摩氏も成綱に従うようになる。こうして鹿沼地方は宇都宮領になった。

### 蘆名氏・長沼氏との戦い
文亀3年（1503年）、積極的に勢力を拡大する成綱は下野国塩原の地を巡って会津の長沼氏との間に頻繁に争いを起こすようになる。また、同時期に蘆名氏の蘆名盛高も宇都宮領である下野国箒根を狙い北関東に侵攻しようとする動きを見せていた。

#### 片角原の戦い
永正6年（1509年）、蘆名盛高が長沼政義を先頭に関谷片角原に出陣してくる。それに対して成綱は紀清両党、一門である塩谷氏やその家臣である大館氏、山本氏、塩原綱宗などを率いて、和田山片足坂の三郎淵で対陣した。平貞能の末裔である田野城主の関谷氏が突然宇都宮勢から蘆名勢に寝返り、宇都宮勢の動きを蘆名勢に密告しようとしたが、成綱はこれに気づき、攻撃する。その結果、蘆名勢は総崩れとなり、成綱ら宇都宮勢の大勝となる（片角原の戦い）。これによって、塩原領は永正7年（1510年）、宇都宮成綱の物となり、弟の塩谷孝綱に与えた。
成綱はこの合戦で奮戦した塩原綱宗に恩賞として塩原城城主へと任命した。

### 永正の内訌
戦国時代初期の永正期に、宇都宮成綱と芳賀高勝の間に起こった大きな内訌で、最終的には宇都宮錯乱にまで発展した。内訌が勃発した背景には、永正3年(1506年)に古河公方・足利政氏とその子・足利高基が政治方針の違いによって対立し、高基の妻・瑞雲院の父である宇都宮成綱の元へ逃れており、宇都宮氏がこの公方家の争いで重要な位置を占めていた事があった。

#### 古河公方家内紛への介入
永正3年（1506年）、政氏と高基の対立から永正の乱が勃発すると、成綱は宇都宮へ逃れてきた婿の高基を庇護し、古河公方家の争いに介入。この争いに乗じて勢力の拡大を図った。成綱は婿の高基を支援し、政氏と対立した。ところが、家中の実権を握る芳賀高勝は足利政氏を支持したためにこれに同意せず、宇都宮氏の家中は分裂状態になった。
永正4年（1507年）には家臣の笠間氏と小貫氏の争いがあり、笠間城主の笠間綱親が小貫城主の小貫信高（芳賀信高）を攻めており、成綱は小貫氏の救援に向かい小貫信高の窮地を救っている（小貫城の戦い）。こうした家臣同士の争いは宇都宮氏と芳賀氏の対立に影響されたために起こった可能性がある。

#### 成綱隠居と忠綱擁立
成綱は宇都宮家中が一致していないことを危惧し、また自身への権力の集中も兼ね、芳賀氏の粛清討伐を決意する。
永正8年（1511年）頃、成綱と芳賀高勝の争いが激化し、武力衝突にまで発展するが、高勝の謀略によって成綱は強引に隠居させられた。同時に、高勝によって嫡子の宇都宮忠綱が擁立され、遅くとも永正9年（1512年）には、宇都宮氏第18代当主となった。しかし、隠居後も成綱が実質的な当主であり、実権を握っていた。また、成綱はこの間に弟（忠綱にとっては叔父）の孝綱を塩谷氏に送り込み家督を継がせており、また、同じく成綱の弟の兼綱も武茂氏の家督を継承している。さらには16世紀初頭に下総結城氏の結城政朝に姉の玉隣慶珎大姉を嫁がせており、同盟関係を築いていた。
この成綱の隠居と芳賀高勝による忠綱擁立の真相は、実は成綱による家中の完全掌握を狙った計略の1つであった。

#### 宇都宮錯乱
永正9年(1512年)4月、成綱は芳賀高勝を謀殺した。これによって芳賀氏与党が大反乱を起こし、成綱は芳賀氏側の重臣の城館を一斉に攻撃している。永正の内訌は、宇都宮錯乱と呼ばれる大きな内紛へと発展した。足利高基による支援や家臣の壬生綱重らの活躍により、約2年かけてこの乱を鎮圧。芳賀氏は宇都宮成綱・忠綱を頂点とする新しい支配体制に取り込まれる形で、宇都宮錯乱及び永正の内訌は収束した。
永正9年、成綱・結城政朝を筆頭とした反対派勢力に圧迫されていた古河公方・足利政氏は古河城を退去し、子の高基が古河城に入城した。これにより、父子争いに勝利した足利高基が古河公方に就任した。

### 佐竹義舜との覇権争い

#### 上那須氏乗っ取りの企て
永正11年（1514年）、成綱の正室の実家で婚姻同盟関係だった上那須氏の那須資親が没し、同年那須資永と山田資久の後継者争いが勃発し上那須氏が滅亡すると成綱は血縁関係を理由に宇都宮一族の者（宇都宮興綱）を上那須氏へ継がせ再興し、那須氏を内部から完全掌握しようと目論んでいたが、その脅威を察知した下那須氏の那須資房によって先手を打たれ那須氏は統一を果たしたためその野望は実現しなかった。
成綱の岳父にあたる上那須氏当主の那須資親は永正の乱では成綱に従い足利高基を支持していたが、統一那須氏当主となった那須資房は佐竹義舜や小山成長らとともに足利政氏に与して成綱と対立関係になった。

#### 竹林の戦い
永正11年（1514年） 7月頃に、古河公方家の内紛で足利政氏を支持していた芳賀氏が、宇都宮錯乱を経て足利高基を支持していた宇都宮成綱・忠綱の支配体制に取り込まれることによって、当時祇園城に移座していた足利政氏の背後の守りがなくなった。これに危機感を覚えた政氏は、佐竹氏、岩城氏に参陣要請を出し、それに応じた佐竹義舜、岩城由隆、佐竹氏と同盟関係であった那須氏の那須資房は、永正11年7月29日に出陣し、2万もの大軍を率いて下野国に侵攻。同時に、宇都宮氏と佐竹氏による北関東の覇権を巡っての争いの1つでもあった。
それに対して嫡子の忠綱が成綱の名代として出陣し、17歳という若さで総大将を任された。忠綱は、佐竹・岩城勢と那須口で対峙し、一戦している。那須氏は足利政氏を支持しており、佐竹氏と同盟関係を結んでいたためにここでの合戦は宇都宮勢にとって不利だった。ここで忠綱は敗れ、宇都宮に撤退した。常陸国の佐竹義舜・岩城由隆は撤退する忠綱に追撃をかけた。
下野国宇都宮竹林で両氏は再び対峙した。成綱も援軍として駆けつけており、同盟関係の結城氏の結城政朝、山川朝貞、水谷勝之などの援軍によって撃退に成功している。また、同じ時期に裳原（茂原）の戦いで成綱は足利政氏派と戦っている。
竹林の戦いの後、成綱は調略を行い政氏派である那須氏の那須資房を高基派へと引き込み、佐竹氏・岩城氏らとの同盟関係を絶たせて、宇都宮氏と同盟を結ばせている。この同盟が縄釣の合戦で大いに機能した。

#### 縄釣の戦い
永正11年（1514年）の竹林の戦いで義舜・由隆勢に勝利してから2年後の永正13年（1516年）6月、常陸国の義舜は再び陸奥国の戦国大名・岩城由隆とともに大軍を率いて下野国に侵攻。
成綱は病状があまり優れなかったために嫡子忠綱を名代として出陣させ、佐竹義舜・岩城由隆勢と下野国上那須庄浄法寺縄釣で対峙し、一戦した。結果は大勝で、佐竹・岩城勢は撤退。宇都宮勢はそのまま追撃し、下野国武茂庄で一戦し勝利、さらには常陸国の月居まで侵攻して佐竹・岩城勢に壊滅的な被害を与えた。
忠綱の近臣である永山忠好の文書から、この合戦で佐竹方の城や砦を多数落としたことが判明している。
この合戦で足利政氏の敗北は決定的になり、足利高基は名実ともに古河公方となった。これによって高基の義父である成綱や、義兄弟である忠綱の権威も相対的に強化され、北関東一の確固たる地位を獲得した。また、佐竹氏との覇権争いに勝利し、宇都宮氏は当時の関東の中で強い影響力を持つようになり、この頃の宇都宮氏は北関東随一の勢力となった。
実質的に成綱は北関東の覇者たる存在となった。

### 晩年
成綱はさらなる躍進を狙うが、永正13年11月8日（1516年12月1日）宇都宮城内で没した。享年49だった。
翌年には佐竹氏の中興の祖である佐竹義舜が没しており、家督は子の義篤が継いだ。なお、両者の死によって北関東の情勢が変わっていくことになっていった。
宇都宮成綱によって内紛を克服し、北関東で最大勢力の戦国大名に飛躍した下野宇都宮氏は、忠綱の代に大永の内訌が勃発し、大きく没落した。興綱の代では芳賀高経、芳賀高孝、壬生綱房の専横を許してしまう。結果的に近隣の佐竹氏や那須氏、後北条氏に大きく後れをとってしまうことになる。

### その他
- 古河公方足利成氏より偏諱を賜い成綱と名乗る。
- 文明11年（1479年）に金沢の箒根神社へ剣一振りを奉納している。
- 天英祥貞が開山した宝珠院を現在地（現栃木県真岡市）に移設し、寺名を海潮寺に改名したといわれている。
- 成高寺を開基した。
- 永正13年 （1516年）に宇都宮城の鬼門の鎮護を狙い慈光寺を開基した。

### 年譜
| 和暦        | 西暦       | 日付 | 内容 | 年齢     |
| ----------- | ---------- | --- | --- | -------- |
| 応仁2年     | 1468年     | | 宇都宮城で誕生。 | 1歳      |
| 文明9年     | 1477年     | | 父・正綱の死去により家督を相続。                                                                                         | 10歳     |
| 文明9年頃 - | 1477年頃 - | | 武茂氏の重臣が武茂六郎を中心として叛乱を起こすが、これを芳賀高益とともに武茂氏の重臣を討伐する。                         | 10歳頃 - |
| 文明18年    | 1486年     | | 成高寺に茂呂山を寄進。                                                                                                   | 19歳     |
| 延徳3年     | 1491年     | | 鹿沼に侵攻して、鹿沼氏と上野台で戦い、勝利する（上野台合戦）。                                                           | 24歳     |
| 明応3年     | 1494年     | 3月18日 | 専修寺領を安堵し、寺領地租の免除を通達する。                                                                             | 27歳     |
| 明応6年頃 - | 1497年頃 - | | 芳賀高勝の権力が成綱に匹敵するほどになる。                                                                               | 30歳頃 - |
| 明応9年     | 1498年     | | 二荒山神社を建て替える。                                                                                                 | 31歳     |
| 文亀2年     | 1502年     | | 東光寺を移築させ、開雲寺と改称した。                                                                                     | 35歳     |
| 文亀3年     | 1503年     | | 成高寺に犬飼郷の下稲葉郷（壬生町）、大井出郷（西方町）、下平出（宇都宮下平出）を寄進する。                               | 36歳     |
| 文亀3年     | 1503年     | 会津蘆名氏との争いが頻繁に起こるようになる。                                                                                            | | 36歳     |
| 文亀4年     | 1504年     | | 成高寺に下稲葉郷を寄進する。                                                                                             | 37歳     |
| 永正3年     | 1506年     | | 古河公方家の争いに介入し、婿の足利高基を支援する。                                                                       | 39歳     |
| 永正6年     | 1509年     | | 会津蘆名連合軍と関谷片角原で戦い大勝し、塩原まで領土を拡大する。（片角原の戦い）                                         | 39歳     |
| 永正9年     | 1512年     | | 芳賀高勝の謀略によって、嫡男・忠綱に家督を譲渡し、隠居させられる。                                                       | 45歳     |
| 永正9年     | 1512年     | 足利政氏を支援する家老・芳賀高勝を謀殺する。（宇都宮錯乱）                                                                              | | 45歳     |
| 永正9年     | 1512年     | 家老・壬生綱重らとともに、高勝を謀殺したことによって叛乱を起こした芳賀氏側の重臣の城館を一斉に攻撃し、2年かけて鎮圧する。（宇都宮錯乱） | | 45歳     |
| 永正11年    | 1514年     | 8月23日 | 結城政朝らとともに、窮地に陥った嫡男・忠綱の援軍として佐竹・岩城連合軍と宇都宮領内で戦い、これを撃退する。（竹林の戦い） | 47歳     |
| 永正11年    | 1514年     | 足利政氏方の連合軍と戦い、勝利する。（裳原の戦い）                                                                                      | | 47歳     |
| 永正11年    | 1514年     | 南那須氏と密かに不戦条約を結ぶ。 | | 47歳     |
| 永正13年    | 1516年     | | 佐竹義舜率いる大軍を、小川縄つるし台（現・栃木県那珂川町）で迎え撃ち、圧勝する。（縄釣の戦い）                           | 49歳     |
| 永正13年    | 1516年     | 11月8日 | 宇都宮城内で没する。 | 49歳     |

## 政策

### 外交
また、成綱は武勇や采配だけでなく、外交戦略にも長けていたといわれており、父・宇都宮正綱以降、断絶している武茂氏に兄弟である兼綱を継がせ、同じく断絶している宇都宮氏庶流である塩谷氏に兄弟の孝綱を継がせている。そのことによって、今まで守りが手薄だった宇都宮領の北の守りを整えたことになる上に、関係が悪化していた一門を再び取り込むことに成功した。また、成綱の三男である興綱を芳賀氏へ継がせ、反乱因子であった芳賀氏も取り込むことも成功する。これで宇都宮家中の結束力はかなり強まった。さらに成綱は、娘を古河公方足利高基に嫁がせ、姉の玉隣慶珎大姉を下総結城氏の結城政朝に嫁がせて関係強化を図った。
このように、自らの兄弟、子、娘を結城氏などの諸大名に養子として送り込み、巧みに勢力を拡大している。また、成綱の妻は北那須氏の那須資親の娘であり、子は北那須氏の家督を継承することが可能であった。そのため那須資永と那須資久が後継者争いで没すると、成綱は北那須氏の後継者問題に介入し、弟の興綱を北那須氏に送り込んで当主にして傘下へ宇都宮傘下へ取り込み、南那須氏を挟撃し那須氏を攻略しようと考えていたというが、南那須氏の那須資房がこのことを危惧し、早めに手を打って那須氏を統一したため、実現しなかった。
このように内紛も利用して下野国内の統一を狙った。嫡子の忠綱が大永の内訌で失脚するまでの間に勢力を拡大できたのは、成綱によって宇都宮氏の勢力拡大への基盤が整えられたことが非常に大きかった。

### 古河公方との関係
成綱は、古河公方と特別な関係を持っており、初代古河公方足利成氏の孫娘である上杉顕実の娘を自らの妻としたり、古河公方足利高基の正室に娘の瑞雲院を嫁がせている。古河公方が正室を周辺の伝統的豪族に求めた例は他にはなく、下野宇都宮氏が他の周辺の伝統的豪族の中でも特別だったということがわかる。さらには古河公方足利成氏より偏諱を賜っている。また、忠綱以降の宇都宮氏当主は古河公方から偏諱を賜っていない。古河公方足利政氏・高基父子の間で対立があった永正の乱では、娘婿の高基を古河公方に擁立し、勢力の拡大を図っており、成綱の思惑通りの結果となった。同盟関係の結城政朝、同族の小田成治・政治父子とともに足利高基派の中心人物として活躍している。

## 墓所
尾羽寺（現・地蔵院）の一画に宇都宮氏の墓所があり、33基の石塔が縦四列に並んでおり、それらは宇都宮氏初代当主の藤原宗円（宇都宮宗円）から33代当主の宇都宮政綱の墓塔であると認識されている。
宇都宮成綱の五輪塔は第四列にある。この中では最も古い14世紀初頭以前の時代のものであり、五輪塔の年代観と整合していない。成綱の嫡子の忠綱の五輪塔も同様であり、この二つの五輪塔だけ溶結凝灰岩製である。
成綱、忠綱の五輪塔は最も古い時代の五輪塔でありながら手前に置かれているため、別の場所で祀られていて後に搬入された可能性が指摘されている。また、搬入された年代は寛文4年（1664年）だと推定されている。
成綱と忠綱の五輪塔は東日本大震災で大きな被害を受けた。

## 系譜
宇都宮正綱、宇都宮興綱、宇都宮尚綱などを巡って様々な説が存在しており、通説である宇都宮正綱の次男とする説の他に、興綱を忠綱の嫡子とする説（尚綱は興綱嫡男）や近年、江田郁夫が提唱した正綱を等綱二男、尚綱を成綱二男、興綱を成綱三男とする新説などがある。
興綱については、正綱、成綱、忠綱の誰の子とするかは、いずれも決定的な確証がなく未だに議論が絶えないのが実状である。

### 通説の系譜
旧来通り宇都宮正綱を芳賀氏出身とし、宇都宮興綱を正綱二男とする説。
日光輪王寺の常行堂大過去帳には、興綱の享年が61と記されており、これに基づいて法要が行われていたこと、さらに那須記等においても興綱を成綱の弟と明記していること、秋田塩谷系譜では孝綱を四男と明記していることなど、証拠を示す資料が多々あり、有力な説の1つとされる。
- 祖父芳賀盛高
- 父：宇都宮正綱
- 母：石塚義親の娘
- 兄弟
  - 宇都宮興綱
  - 武茂兼綱
  - 塩谷孝綱
- 正室：那須資親の娘
  - 宇都宮忠綱
  - 玉隣慶珎大姉（結城政朝妻）
  - 瑞雲院（足利高基妻）
- 庶長子
  - 落合業親[14]

### 興綱を忠綱の子息とする説の系譜
宇都宮忠綱の嫡子を宇都宮興綱とする説。
- 父：宇都宮正綱
- 母：石塚義親の娘
- 兄弟
  - 武茂兼綱
  - 塩谷孝綱
- 正室：那須資親の娘
  - 宇都宮忠綱
  - 瑞雲院（足利高基妻）
  - 玉隣慶珎大姉（結城政朝妻）
- 庶長子
  - 落合業親
- 孫
  - 宇都宮興綱（忠綱嫡子、母：上杉顕実の娘）[15]
- 曾孫
  - 宇都宮尚綱（興綱嫡子、母：小田政治の娘）

### 新説の系譜
江田郁夫が近年提唱した新たな説。
武茂兼綱を成綱の兄とし、玉隣慶珎大姉を成綱の姉妹とするなど他の説と異なる部分も多い。こちらも有力な説の1つとされるが課題点も多い。
- 祖父：宇都宮等綱
- 父：宇都宮正綱
- 母：石塚義親の娘
- 兄弟
  - 武茂兼綱
  - 塩谷孝綱
  - 玉隣慶珎大姉（結城政朝妻）
- 正室：那須資親の娘[19]
  - 宇都宮忠綱
  - 瑞雲院（足利高基妻）
- 側室：小田成治の娘[注釈 7]
  - 宇都宮尚綱
- 側室：上杉顕実の娘[18]
  - 宇都宮興綱[注釈 8]
- 庶長子
  - 落合業親

## 偏諱を与えた人物
- 芳賀綱高
- 壬生綱重
- 壬生綱房（綱重の子）
- 笠間資綱

## 人物・逸話
- 成綱は歴代の宇都宮氏当主の中でも稀代の切れ者であったと評されている[23]。

## 家臣
- 紀清両党
  - 紀党
    - 益子氏
      - 益子勝光
      - 益子完正
      - 益子勝家
      - 益子正光
      - 益子勝宗
      - 益子勝久
      - 益子賢仁

  - 清党
    - 芳賀氏
      - 芳賀高益
      - 芳賀景秀
      - 芳賀景高
      - 芳賀綱高
      - 芳賀高勝
      - 芳賀高孝
      - 芳賀高経

    - 岡本氏
      - 岡本重親

    - 小宅氏

- 大須賀党
  - 君島氏
  - 風見氏
  - 祖母井氏

- 壬生氏
  - 壬生胤業
  - 壬生綱重
  - 壬生綱房
  - 壬生徳雪斎
  - 大門資長

- 塩谷氏
  - 塩谷孝綱

- 大貫氏
- 印南氏
- 油井氏
- 山本氏
- 大館氏
- 関谷氏
- 安藤氏
  - 安藤光忠

- 武茂氏
  - 武茂兼綱

- 松野氏

- 多功氏
  - 多功建昌
  - 多功長朝

- 今泉氏
  - 今泉盛高

- 横田氏
  - 横田綱英

- 笠間氏
  - 笠間資綱
- 玉生氏
- 中村氏
- 落合氏
- 赤稙氏
- 渡辺氏
- 南摩氏

## 成綱の時代に宇都宮氏が支配した主な城
- 下野国
  - 宇都宮城
  - 多気山城
  - 逆面城
  - 多功城
  - 上三川城
  - 薬師寺城
  - 壬生城
  - 中村城
  - 武茂城
  - 松野城
  - 御前城
  - 飛山城
  - 小宅城
  - 勝山城
  - 西明寺城
  - 川崎城
  - 船生城
  - 塩原城
  - 大沢城
  - 小倉城
  - 芹沢城
  - 鹿沼城
  - 加園城
  - 上南摩城
  - 芹沢城

- 常陸国
  - 笠間城
  - 小栗城
  - 坂戸城

## 関連作品

### ゲーム
- 信長の野望・蒼天録PK（コーエー）- 信長の野望シリーズ第10作蒼天録のPK版に追加されたシナリオ・「1495年秋　駿河の梟雄」に登場する。
- 究極×進化!戦国ブレイク（クルーズ株式会社、Yahoo!モバゲー）- レア宇都宮成綱、Sレア宇都宮成綱、冠Sレア【名武の末裔】宇都宮成綱、Uレア宇都宮成綱、冠Uレア【堅守なる才臣】宇都宮成綱、スキル：雷龍の念
- 戦国大戦 -1615 大坂燃ゆ、世は夢の如く-（セガ）- SS137宇都宮成綱、計略：北関東の覇者、声優：菅沼久義、illustrator：むなぁげ[24]
- 戦国IXA（ヤフー、スクウェア・エニックス）- No2168【極】宇都宮成綱、スキル名：錯乱、illustrator：BISAI[25][26]